# 이진권
이진권(1987년 11월 3일 ~ )은 대한민국의 탁구 선수이다. 2008년 중국 광주 세계선수권대회에서 단체 은메달을 획득했다.

## 학력
- 오정초등학교
- 내동중학교
- 중원고등학교